# 宇城市立松橋小学校
宇城市立松橋小学校（うきしりつ まつばせしょうがっこう）は、熊本県宇城市松橋町松橋にある公立小学校。

## 沿革
- 1873年（明治6年）2月18日 - 松橋学校を創立
- 1874年（明治7年）1月 - 高良校が独立したため公立松橋小学校と改称
- 1875年（明治8年）3月1日 - 移転
- 1877年（明治10年）8月1日 - 高良校を再び合併
- 1887年（明治20年）3月 - 高良校が再び独立し松橋尋常小学校と改称
- 1902年（明治35年）4月1日 - 新築移転
- 1905年（明治38年）4月1日 - 松橋尋常高等小学校と改称
- 1941年（昭和16年） - 松橋国民学校と改称
- 1947年（昭和22年） - 松橋町立松橋小学校と改称、松橋中学校設置
- 2005年（平成17年） - 町村合併により宇城市立松橋小学校と改称

## 関係機関
- 宇城市立松橋中学校